# Concert pour la tolérance
Les concerts pour la tolérance sont des concerts organisés par des chaînes de télévisions et des promoteurs de régions touristiques pour faire passer un « message de respect de l'autre et des différences, pour la paix, la tolérance, la fraternité, le dialogue entre les cultures et pour la lutte contre toute forme de discrimination » à travers une grande fête musicale réunissant des artistes de tous horizons et de toutes sensibilités. Deux concerts se sont déroulés dans des centres touristiques du Maghreb. Une action similaire de M6 Music Live en décembre 2003 a été à l'origine de la formule, bien que le 14 Juillet 1995, devant 1 250 000 spectateurs, Jean-Michel Jarre crée le premier concert pour la Tolérance .

## Années 2000

### Édition 2005 - Hammamet
Le premier concert, organisé le 25 juin 2005 dans la Médina Mediterranea de Yasmine Hammamet (Tunisie), Présentés par Nathalie Vincent et T-Miss, démontre un certain intérêt public pour ce genre de manifestation avec environ 15 000 spectateurs. Les artistes participants sont Axelle Red, Patrick Fiori, Liane Foly, Assia, Cheb Mami, Wallen, Leslie et Amine, Sniper et Takfarinas, Amel Bent, Anggun, Slaï ou encore Gage.

### Édition 2006 - Agadir
La deuxième édition se déroule le 4 novembre 2006 sur la plage Al Marina d'Agadir (Maroc) et elle rencontre un vif succès : les estimations du nombre de spectateurs sur place varient entre 120 000 et 250 000. Le concert est diffusé sur TPS Star le 18 novembre, 2M le 23 novembre, TV5 Monde le 24 décembre et le 6 janvier 2007, TF1 le 31 décembre et NRJ 12 le 7 janvier 2007. La région d'Agadir profite de l'occasion pour promouvoir son attrait en tant que destination touristique. L'entrée de ce concert est gratuite avec 4000 billets VIP attribués par SMS. Le concert est par ailleurs organisé sous le haut patronage du roi Mohammed VI. Le fait que l'espace accessible au public était limité, a suscité quelques critiques.
Présentés par Sandrine Quétier et Bruno Guillon, une vingtaine d'artistes notamment français et marocains de la musique pop, du rap, du raï et du R'n'B se donnent rendez-vous sur une immense scène construite pour l'occasion sur la plage d'Agadir : Florent Pagny, Hélène Ségara, Pascal Obispo, Julie Zenatti, Olivia Ruiz, Zucchero, Anggun, Lorie, Axel Bauer, Magic System, Faudel, Gage, K-Maro, Leslie, Amine, Shy'm, Laure Milan, Samira Bensaïd, Abd al Malik ou encore Kenza Farah.

### Édition 2007 - Agadir
La troisième édition du Concert pour la tolérance s'est déroulée le 27 octobre 2007 devant près de 200 000 spectateurs. 
Le concert est diffusé par TF1 le 31 décembre 2010 et par 2M, TV5 Monde, NRJ 12 et LCI. Produit par électron libre (Groupe Lagardère).
Présentés par Sandrine Quétier et par Bruno Guillon.
Avec : Enrique Iglesias, Jenifer, David Hallyday, Chimène Badi, Julie Zenatti, Amel Bent, Kamini, Magic System, Rose, Khaled, Faudel, I Muvrini, IAM, Mokobé, Kenza Farah ou encore Stanislas.

### Édition 2008 - Agadir
La quatrième édition du Concert pour la tolérance a été annulé à la dernière minute à cause de la pluie. Il devait avoir lieu à Agadir le 1er novembre 2008.
Les diffuseurs et organisateurs TF1, 2M, TV5 Monde et NRJ 12 ont transformé le concert en émission de variétés pour pouvoir diffuser un concert à l'antenne avec tous les chanteurs invités.
Présenté par Nikos Aliagas et Sandrine Quétier. Avec Enrique Iglesias, Patrick Bruel, Natasha St Pier, Calogero, Faudel, Magic System, David Tavaré, Micky Green, William Baldé, Marc Antoine, Anggun Sheryfa Luna, Mathieu Edward, Brick and Lace, Myriam Farès ou encore Leila Gouchi

### Édition 2009 - Agadir
La cinquième édition Concert pour la tolérance se déroule le 17 octobre 2009 sur la plage d'Agadir au Maroc. 
Le concert est diffusé par 2M, TV5 Monde et est multi-diffusé sur les antennes du groupe M6 : le 7 novembre 2009 à 23h10 et à Noël sur M6, en deuxième partie de soirée sur W9 le 25 décembre 2009. En outre, un documentaire précède le concert sur l'antenne de M6 Music Hits. Diffusé en France à la radio sur RTL. Produit par le groupe M6 et électron libre (Groupe Lagardère).
Présenté par Laurent Boyer et Aïda Touihri. réalisation Didier Froehly
Avec : Release Me - Agnes, Natalie Imbruglia, Marc Lavoine, Bob Sinclar, Florent Pagny, Christophe Willem, Corneille, Amel Bent, Gérald de Palmas, Faudel, Renan Luce, Tom Frager, Cœur de Pirate et Kool Shen.

### Édition 2010 - Agadir
La sixième édition Concert pour la tolérance se déroule le 16 octobre 2010 sur la plage d'Agadir au Maroc. 
Le concert est diffusé sur 2M, TV5 Monde et est multi-diffusé sur les antennes du groupe M6 : le 6 novembre 2010 et le 31 décembre sur M6, et sur W9 et M6 Music Hits. Diffusé en France à la radio sur RTL le 31 décembre 2010. Produit par le groupe M6 et électron libre (Groupe Lagardère)
Présenté par Laurent Boyer et en coulisse Aïda Touihri, réalisation Didier Froehly devant 200 000 spectateurs,
Avec : Garou, Inna, Jenifer, Grand Corps Malade, Julian Perretta, Yaël Naïm, Grégoire, Sheryfa Luna & Kenza Farah, 113, Mohombi, Abd Al Malik, La banane - Philippe Katerine, Amadou et Mariam, Shada Hassoun et Ribab Fusion, Superbus, Camélia Jordana ou encore Cheb Bilal.

## Années 2010

### Édition 2011 - Agadir
La septième édition Concert pour la tolérance se déroule le 15 octobre 2011 sur la plage d'Agadir au Maroc.
Le concert est diffusé sur 2M, TV5 Monde et est multi-diffusé sur les antennes du groupe M6 : en novembre 2011 et le 31 décembre sur M6, et sur W9 et M6 Music Hits. Diffusé en France à la radio sur RTL le 31 décembre 2011. Produit par le groupe M6 et électron libre (Groupe Lagardère)
Présenté par Sandrine Corman avec Karima Charni en coulisse, avec : Alexandra Stan, BB Brunes, Patrick Fiori, Magic System, Anggun, Inna Modja, Chimène Badi, DJ Abdel & Mister You, Cheb Bilal, Elisa Tovati, Rhany, Rachid Taha, Collectif métissé, Tom Dice ou encore Oum sont présents devant un public de 200 000 personnes.

### Édition 2012 - Agadir
Organisé pour la huitième année consécutive, ce concert pour la tolérance se déroule le 6 octobre 2012 sur la plage d'Agadir au Maroc.
Le concert est diffusé sur 2M, TV5 Monde et est multi-diffusé sur les antennes de France Télévisions : en première diffusion le 4 janvier 2013 sur France 2, puis sur France 4 et France Ô. Diffusé en France à la radio en simultané à Europe 1 le 4 janvier 2013. Produit par France Télévisions et électron libre (Groupe Lagardère), réalisé par Didier Froehly.
Présenté par Olivier Minne et Virginie Guilhaume avec Aline Afanoukoé en coulisse, avec : Khaled, Jenifer, Matt Pokora, La Compagnie créole, Enrico Macias, Jessy Matador & DJ Mam's, Nossa, Garou, Youssoupha, Tryo, Corneille & Kristina Maria, Louisy Joseph, Colonel Reyel, Julian Perretta, Ahmed Soultan, Passi, Vigon, John Mamann ou encore Laza Morgan & Kenza Farah.